# فلوید کرازبی
فلوید کرازبی (انگلیسی: Floyd Crosby; ۱۲ دسامبر ۱۸۹۹ – ۳۰ سپتامبر ۱۹۸۵) یک مدیر فیلم‌برداری اهل ایالات متحده آمریکا بود.
وی همچنین برنده جوایزی همچون جایزه اسکار بهترین فیلمبرداری شده‌است.

## گزیده فیلمشناسی
- نیمروز (فیلم) (۱۹۵۲)
- فایربال ۵۰۰ (۱۹۶۶)
- قصر ارواح (۱۹۶۳)
- اکلاهما! (فیلم ۱۹۵۵) (۱۹۵۵)
- مغاک و آونگ (فیلم ۱۹۶۱) (۱۹۶۱)
- خانه آشر (فیلم) (۱۹۶۰)
- پارتی شبانه دخترها (۱۹۶۴)
- چگونه یک بیکینی وحشی را پر کنیم (۱۹۶۵)
- رود (فیلم ۱۹۳۸) (۱۹۳۸)
- تابو (فیلم ۱۹۳۱) (۱۹۳۱)
- کلاغ سیاه (فیلم ۱۹۶۳) (۱۹۶۳)
- پیرمرد و دریا (فیلم ۱۹۵۸) (۱۹۵۸)
- ترور (فیلم ۱۹۶۳) (۱۹۶۳)